# Zli ratnici
Zli ratnici (eng. Evil Warriors), izmišljena grupa zlih ratnika u multimedijalnoj franšizi Gospodari svemira, a obuhvaća sve Skeletorove pomagače koji mu služe u ostvarenju njegova cilja da zavlada Eternijom i prisvoji sebi tajne moći dvorca Siva Lubanja. Grupa nije čvrsto organizirana, niti je formalnog karaktera, već se više radi o osobama koje su ovisno o situaciji na raspolaganju zlom gospodaru Skeletoru. Unatoč tome, postoji određeni broj pojedinaca koji su češće uz Skeletora, poput njegove zamjenice i zle čarobnice Evil-Lyn, njegove desne ruke te gospodara zvijeri i životinja Beast Mana, kao i Trap Jawa i Tri-Klopsa.
Skeletor upravlja svojim zli ratnicima strahom i drži ih u podaništvu svojim moćima, ali usprkos tome neki od njegovih pomagača su prilično neovisni i sudjeluju neovisno o Skeletoru u ostvarenju svojih interesa, poput Mer-Mana, dok se neki odvažuju naći u aktivnostima koje su u potpunoj suprotnosti Skeletorovim težnjama i interesima te se sukobljavaju s njime u borbi za moć, poput Evil-Lyn.
Sjedište Zlih ratnika nalazi se na Zmijskoj planini gdje se nalazi Skeletorova prijestolna dvorana, ali i brojne druge prostorije, uključujući i tamnice.
Glavni protivnici Skeletorovih Zlih ratnika su Herojski ratnici predvođeni He-Manom, koji se bore kako bi spriječili Skeletorove snage u preuzimanju vlasti na dvorcem Siva Lubanja i čitavom Eternijom.

## Najpoznatiji Zli ratnici
- Skeletor - gospodar uništenja, zli čarobnjak i vođa Zlih ratnika. Prvotno je bio pripadnik Zle Horde i čarobnjački šegrt zlog Hordaka koji ga je naučio tajnama crne magije. Podrijetlo mu je zagonetno, ali se naposljetku pokazalo da je njegovo pravo ime Keldor, stariji polubrat kralja Randora koji je zbog svog polugarskog podrijetla uklonjen iz nasljedstva prijestolja.
- Evil-Lyn - zla čarobnica i Skeletorova zamjenica. Inteligentna je, lukava i ambiciozna te često radi za sebe, a protiv Skeletorovih interesa, jer i sama želi prigrabiti tajne moći dvorca Siva Lubanja i zavladati Eternijom.
- Beast Man - Skeletorov sljedbenik, veoma mu je odan. Posjeduje veliku snagu i brutalnost, ali nije osobito inteligentan. Unatoč tome, svoje manjkavosti nadoknađuje iznimnom lojalnošću prema gospodaru
- Trap Jaw - zli pljačkaš i pripadnik rase Gar (poput Skeletora). Kiborg je poboljšan mehaničkim dijelovima tijela, poput metalne čeljusti kojom može pregristi gotovo sve i robotske desne ruke na koju može prikačiti razna oružja, poput kliješta, kuke i laserske puške. Više se boji Skeletora, nego što mu je odan.
- Tri-Klops - vješti zli mačevalac koji nosi kacigu s tri mehanička oka koja mu omogućavaju gledanje na daljinu i ispaljivanje laserskih zraka na neprijatelje. Djeluje kao Skeletorov inženjer na Zmijskoj planini.
- Mer-Man - Akvatijanac iz podvodnog svijeta Rakaškog mora. Donekle je odan Skeletoru, ali ponekad djeluje i o svom poslu.
- Stinkor
- Webstor
- Whiplash
- Ninjor
- Scare Glow
- Jitsu